# Reinhard Saftig
Reinhard Saftig (* 23. Januar 1952 in Uersfeld) ist ein ehemaliger deutscher Fußballspieler und -trainer. Als Co-, Interims- und Cheftrainer war er beim FC Bayern München, Borussia Dortmund, Hannover 96, dem VfL Bochum und Bayer 04 Leverkusen tätig.

## Karriere

### Spieler
Saftig spielte für den TuS Mayen im rheinland-pfälzischen Landkreis Mayen-Koblenz in der Bezirksliga Koblenz-West. Im Jahre 1973 gewann er mit seiner Mannschaft die Bezirksmeisterschaft und stieg mit zur Saison 1973/74 in die Amateurliga Rheinland auf, in der er bis zum Saisonende 1975/76 spielte. Er gewann 1974 als Spielführer seiner Mannschaft mit 1:0 über Eintracht Trier das in Bitburg ausgetragene Finale um den Rheinlandpokal. In der Saison 1976/77 war er als Spieler der in Nentershausen im Westerwaldkreis ansässigen Eisbachtaler Sportfreunde in der drittklassigen Rheinlandliga aktiv. Seine später anschließende Trainer-Ausbildung schloss er als Jahrgangsbester mit der Note 1 ab.

### Trainer
Seine erste Trainerstation war der FC Bayern München, bei dem er als Co-Trainer von Pál Csernai und später Udo Lattek von 1979 bis 1984 beinahe 200 Begegnungen des FC Bayern München mit begleitete. Nach Csernais Entlassung trug er vom 17. Mai bis 30. Juni 1983 für die letzten drei Bundesligaspiele (32. bis 34. Spieltag) die Hauptverantwortung für die Mannschaft.
Im Sommer 1984 wechselte Saftig zu Borussia Dortmund und war dort erneut Co-Trainer zunächst von Timo Konietzka, anschließend von Erich Ribbeck und Pál Csernai sowie im Oktober 1984 für ein Spiel Interimstrainer. Am Ende Rückrunde der Saison 1985/86, am 20. April 1986, wurde er Cheftrainer und sicherte dem BVB den Klassenerhalt in drei Relegationsspielen gegen Fortuna Köln. In der Folgesaison qualifizierte er sich mit der Mannschaft für den UEFA-Pokal, in dem er mit ihr bis in die 3. Runde vorstieß. Vor der Saison 1988/89 verließ er den Verein während eines Trainingslagers nach Streitigkeiten um die Festlegung des Mannschaftskapitäns – der Vereinsvorstand bevorzugte Frank Mill, Saftig dagegen Michael Zorc.
Von 1988 bis 1989 war Saftig Trainer bei Hannover 96 und von 1989 bis 1991 beim VfL Bochum. Ab 1991 trainierte er Bayer 04 Leverkusen. 1993 führte er die Werkself ins DFB-Pokal-Endspiel im Berliner Olympiastadion. Nachdem er vorzeitig entlassen worden war, betreute sein Nachfolger Dragoslav Stepanović den Verein beim Pokalsieg gegen die Amateure von Hertha BSC. Vom 22. Januar bis 30. Juni 1994 war er beim türkischen Erstligisten Kocaelispor tätig und wechselte zur Saison 1994/95 zum Ligakonkurrenten Galatasaray Istanbul, für den er bis zum 16. März 1995 tätig war. Nach einer kurzen Anstellung als Trainer beim 1. FSV Mainz 05 im Jahr 1997 arbeitete Saftig lange Zeit als Chefscout für Borussia Dortmund.

### Sportgeschäftsführer
Am 22. Juni 2005 wurde er Sportgeschäftsführer bei Arminia Bielefeld. Nach einer Niederlagenserie in der Saison 2007/08, für die Saftig aufgrund seiner Transferpolitik mitverantwortlich gemacht wurde, trennte sich der Verein am 26. Februar 2008 von ihm. Im Anschluss an diese Trennung kam es zu einer juristischen Auseinandersetzung um ungeklärte Verhältnisse um eine Vertragsverlängerung mit Saftig. Im November 2007 hatte die Clubführung öffentlich verkündet, den Vertrag mit dem Sportgeschäftsführer bis 2010 zu verlängern. Als dann im Februar 2008 der Vertrag mit Saftig aufgelöst wurde, teilte Arminias Präsident Hans-Hermann Schwick mit, dass der Manager den neuen Vertrag niemals unterschrieben habe, deshalb habe der Verein keine finanziellen Verpflichtungen gegenüber Saftig über das Jahr 2008 hinaus. Saftig leitete gegen diese Interpretation seines ehemaligen Arbeitgebers juristische Schritte ein, die am 16. Dezember 2008 in einen Vergleich mündeten. Der Verein zahlte Saftig eine Abfindung von 370.000 Euro.